# إنديانابوليس 500 سنة 1912
إنديانابوليس 500 سنة 1912 (بالإنجليزية: 1912 Indianapolis 500)‏ هو سباق فورمولا 1
أقيم بتاريخ 1912 في إنديانابوليس موتور سبيدواي ، الولايات المتحدة ، وأحد سباقات، وكان أول المنطلقين جيل أندرسن.
فاز بالمركز الأول  جو داوسون.